# Chiesa di San Nicolò (Povoletto)
La chiesa di San Nicolò si trova a Primulacco nel comune di Povoletto (UD), nei pressi dell'argine del torrente Torre, nella piazza del vecchio centro del paese.

## Storia
Il primo documento che cita la chiesa di Primulacco è una donazione della fine del XIV secolo. In una nota del 1594 si dice di due altari, di cui uno posto esternamente nell'angolo della facciata a sinistra e che in quell'anno fu demolito. Tra il XVI ed il XVII secolo fu ricostruito, ma senza tenere conto della struttura originaria.

## Descrizione
All'interno si trova un'aula quadrata con volta a crociera. Sul colmo della facciata vi è una bifora campanaria. Il campanile archiacuto in pietra proviene dalla chiesa di Racchiuso e fu posto in questo luogo nel 1903, durante i lavori di restauro, quando vennero aperte anche due finestre a sesto acuto, murata la finestra a mezzaluna posta nella parte meridionale dell'abside e demolitico il portico.
Sotto la gronda dell'abside corre un motivo decorativo in cotto.
Nella volta e lungo le pareti dell'abside vi sono affreschi risalenti ad epoche diverse, i più antichi risalenti al XII secolo-XIII secolo. Sulla parete di fondo è raffigurata la Trinità nella mandorla, in basso una teoria di Apostoli. Sulla parete di destra vi sono scene dalla Vita di San Nicolò, mentre su quella di sinistra una Passione di Cristo. Nella volta dell'abside sono dipinti i Padri della Chiesa e i Quattro Evangelisti. Nell'intradosso dell'arco trionfale vi sono sei figure di Santi; in basso a sinistra vi è San Rocco, mentre a destra San Sebastiano. Il ciclo più recente risale al 1544 ed è attribuito a Gian Paolo Thanner.